# Alessandra di Amiso
Alessandra di Amiso (III secolo – 310) è una martire di cui si hanno pochissime notizie storiche. Venerata come santa dalla Chiesa cattolica, la sua memoria liturgica cade il 20 marzo.

## Fonti
Le uniche due fonti su santa Alessandra sono:
- un breve elogio presente nel sinassario costantinopolitano, tratto probabilmente da una passio perduta;
- la passio di Teodoto di Ancira. In essa sono presenti tre nomi (Alessandra, Eufrasia e Matrona) che fanno parte di un gruppo di sette vergini, annegate dal prefetto Teocteno. Negli altri tre nomi (Giulitta, Faine e Tecusa) si possono riconoscere gli altri tre nomi citati dalla prima fonte (Giuliana, Eufemia e Teodosia). Probabilmente la prima fonte è stata tratta dalla passio di Teodoto di Ancira e i due gruppi di martiri coincidono.